# Mycale stegoderma
Mycale stegoderma är en svampdjursart som först beskrevs av de Laubenfels 1954.  Mycale stegoderma ingår i släktet Mycale och familjen Mycalidae. Inga underarter finns listade i Catalogue of Life.